# Ilínskaya (Krasnodar)
Ilínskaya (del ruso: Ильи́нская) es una stanitsa del raión de Novopokróvskaya del krai de Krasnodar de Rusia. Está situada a orillas del río Kalaly, afluente del Yegorlyk, de la cuenca del Don, 26 km al sur de Novopokróvskaya y 155 km al nordeste de Krasnodar, la capital del krai. Tenía 4 193 habitantes en 2010.
Es cabeza del municipio Ilínskoye.

## Demografía
| 2002  | 2010  |
| ----- | ----- |
| 4 848 | 4 193 |

### Composición étnica
De los 4 848 habitantes que tenía en 2002, el 95.1 % era de etnia rusa, el 0.7 % era de etnia ucraniana, el 0.7 % era de etnia armenia, el 0.2 % era de etnia georgiana, el 0.2 % era de etnia griega, el 0.1 % era de etnia bielorrusa, el 0.1 % era de etnia azerí, el 0.1 % era de etnia tártara, el 0.1 % era de etnia adigué, el 0.1 % era de etnia alemana y el 0.1 % era de etnia gitana

## Historia
La población fue fundada en 1798 o 1801 por colonos campesinos de la gubernia de Vóronezh. En 1803 se estableció el municipio, adscrito al ejército del Cáucaso. Por decreto del 2 de diciembre de 1832 el asentamiento era elevado al rango de stanitsa en 1833, adscribiéndose al territorio de los cosacos de la Línea del Cáucaso. Hasta 1920 perteneció al otdel de Kavkázskaya del óblast de Kubán.
Entre 1934 y 1953 fue designada centro administrativo del raión de Ilínskaya.

## Economía
El principal sector económico de la localidad es la agricultura. Las principales empresas de la localidad son las compañías agrícolas Rossiya y Za mir, que cultivan la mayor parte del terreno, aunque existen asimismo algunas granjas más pequeñas.